# Katharina Wolkenhauer

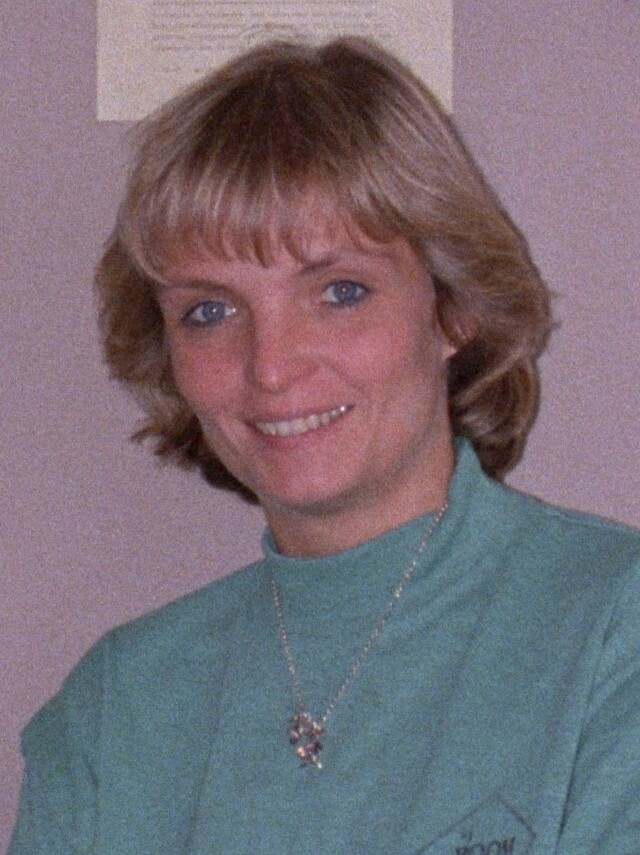
Katharina Wolkenhauer, 1989

Katharina Wolkenhauer (* 1957 in Hannover) ist eine deutsche Journalistin und Fernsehmoderatorin.

## Leben
Katharina Wolkenhauer studierte Publizistik und Romanistik an der Universität Göttingen. Anschließend absolvierte sie ein Volontariat beim NDR. Seit 1988 ist sie dort als Redakteurin tätig. Sie arbeitete beim Hamburg Journal, beim ARD-Ratgeber: Reise und bei der NDR Talk Show.
1995 wechselte sie zu ARD-aktuell, wo sie als Moderatorin und Redakteurin mitgewirkt hat. Von 1995 bis 2005 präsentierte sie das Nachtmagazin im Wechsel mit Thomas Bade und von 1996 bis 2012 den Wochenspiegel in der ARD.